# Rudy Williams
Rudy Williams, auch Red Rudy, (* 1909 in Newark, New Jersey; † 1954) war ein US-amerikanischer Jazzsaxophonist (vor allem Altsaxophon) des Swing und Mainstream. Er ist vor allem als Mitglied der Savoy Sultans bekannt.

## Leben und Wirken
Williams war der Sohn des Bandleaders Fess Williams und ein Cousin von Charles Mingus. Williams begann mit zwölf Jahren Saxophon zu spielen. 1937 trat er den Savoy Sultans von Al Cooper bei, mit denen er viel aufnahm (u. a. ihr Hit Little Sally Water 1939, Solo nach der gesungenen Aufforderung Ride Rudy Ride, weiteres Solo Sam Massenberg an der Trompete). Er galt als einer der Top-Altsaxophonisten in der New Yorker Szene vor Charlie Parker (neben Benny Carter, Johnny Hodges). Auch Williams wurde schon in der Anfängen des Bebop von Parker beeinflusst. In den 1940er Jahren spielte er mit Hot Lips Page, Luis Russell, Chris Columbus und John Kirby sowie in der zweiten Hälfte des Jahrzehnts mit eigenen Bands in Boston und New York City.  1948 spielte er mit Tadd Dameron und nahm als Teil von dessen Sextett (mit Fats Navarro, Kenny Clarke, Curley Russell, Allen Eager), im Royal Roost auf. Dann war er bis Anfang der 1950er Jahre in Boston tätig, trat mit Illinois Jacquet und Gene Ammons in Kalifornien auf, tourte mit Oscar Pettiford in Japan und nahm mit Howard McGhee auf. 
Er ist auch auf Einspielungen von Eddie Lockjaw Davis, Dud Bascomb, Eddie Cleanhead Vinson, Babs Gonzales, Don Byas, Bennie Green, Johnny Hodges und Tad Dameron zu hören, aber veröffentlichte nie unter eigenem Namen. Tom Lord verzeichnet 31 Aufnahme-Sessions von 1938 bis 1954.
Neben seinem bevorzugten Altsaxophon spielte er auch Tenor- und Baritonsaxophon.
Von Charles Mingus stammt die Komposition Eulogy for Rudy Williams, die er 1954 mit dem Jazz Composers Workshop aufnahm.

## Lexikalischer Eintrag
- Ian Carr, Digby Fairweather, Brian Priestley: Rough Guide Jazz. Der ultimative Führer zur Jazzmusik. 1700 Künstler und Bands von den Anfängen bis heute. Metzler, Stuttgart/Weimar 1999, ISBN 3-476-01584-X.